# الدوري الأوزبكي للمحترفين
الدوري الأوزبكي للمحترفين (بالأوزبكية: O'zbekiston Pro Ligasi)‏‎ هو دوري كرة قدم في أوزبكستان، ويعتبر في المستوى الثاني بعد دوري السوبر الأوزبكي.
كانت مسابقة كرة القدم من الدرجة الثانية في أوزبكستان تُعرف باسم دوري الدرجة الأولى الأوزبكي منذ تأسيسها في عام 1992 وحتى عام 2017. وفي عام 2018، وبعد إصلاحات البطولات الوطنية من قبل رابطة كرة القدم المحترفة الأوزبكية (UzPFL)، تم تغيير اسم دوري الدرجة الأولى إلى دوري أوزبكستان للمحترفين. تُنظَّم بطولات دوري المحترفين من قبل رابطة كرة القدم المحترفة الأوزبكية.
يحصل الفائز ووصيفه في دوري أوزبكستان للمحترفين على ترقية مباشرة إلى الدوري السوبر الأوزبكي، بينما يشارك صاحب المركز الثالث في مباراة فاصلة ضد الفريق الذي يحتل المركز الثاني عشر في الدوري السوبر. ووفقًا للوائح مسابقات رابطة كرة القدم المحترفة الأوزبكية، تُقام هذه المباراة على أرض فريق دوري المحترفين. في نهاية الموسم، يهبط الفريق الذي ينهي الدوري في المركز الأخير إلى دوري الدرجة الأولى في الموسم التالي.
يشارك فرق دوري المحترفين أيضًا سنويًا في كأس أوزبكستان وكأس الدوري الأوزبكي.

## التاريخ
تقام بطولة أوزبكستان لكرة القدم منذ عام 1992. وتغير عدد وتركيبة الفرق المشاركة على مر السنين. في الموسم الافتتاحي للبطولة، شاركت 16 فريقًا. وفي نهاية بطولة الدوري، حصل فريق "شيفوكور" من غوليستان و"بوليتوديل-روور" من منطقة طشقند على الترقية إلى الدوري الأعلى. وتفاوت عدد المشاركين من عام إلى آخر. في موسم 1995، تم تقسيم الدوري لأول مرة إلى منطقتين شرقية وغربية، وتم دمج الفرق المتصدرة من كل منطقة في المرحلة الثانية. وشارك إجمالي 26 فريقًا في الموسم. ويُعد موسم 1997 الموسم الذي شهد أكبر عدد من الفرق المشاركة في تاريخ الدوري، حيث شاركت 27 فريقًا.
في عام 2018، شاركت 16 فريقًا في دوري أوزبكستان للمحترفين بنظام مرحلتين (30 جولة)، ذهابًا وإيابًا. وفي عام 2019، تم تقسيم الدوري إلى مجموعتين A وB، حيث لعب 24 ناديًا بنظام 4 جولات (28 جولة، ذهاب وإياب مرتين). ومنذ عام 2020، تم إلغاء هذا التقسيم وتحويل الدوري إلى دوري موحد يضم 10 فرق، وتم إنشاء دوري الدرجة الأولى الأوزبكي (الدرجة الثالثة في هيكل كرة القدم) كبديل للمجموعة B. في عام 2024، كان عدد الفرق المشاركة في دوري المحترفين 6، وفي عام 2025 سيبقى العدد نفسه.
في 21 نوفمبر 2017، وبحسب قرار إدارة الـ UzPFL، تم تغيير الاسم الرسمي لـ دوري الدرجة الأولى الأوزبكي إلى دوري أوزبكستان للمحترفين اعتبارًا من موسم 2018. كما تم تقليص عدد الفرق من 18 فريقًا (في 2017) إلى 16 فريقًا.

## هيكل الدوري

### الموسم العادي
تتغير اللوائح حسب عدد الفرق المشاركة في كل موسم من مواسم الدوري. تم الإعلان لأول مرة عن اللوائح التمهيدية المحدثة في عام 2017. وتم تقليص عدد الفرق المشاركة في دوري السوبر الأوزبكي 2024 إلى 8 فرق، وأُعلن عن تغييرات في اللوائح. ووفقًا للوائح، يحصل الفريقان اللذان يحتلان المركزين الأول والثاني على بطاقة مباشرة إلى دوري السوبر الأوزبكي. أما الفريق الذي ينهي الموسم في المركز الثامن في دوري LI، فسيهبط إلى دوري الدرجة الأولى.
تحصل الفرق على ثلاث نقاط عند الفوز، ونقطة واحدة عند التعادل، ولا تُمنح نقاط في حال الخسارة. يتم ترتيب الفرق بناءً على مجموع النقاط. وإذا تساوت الفرق في عدد النقاط، تُطبق القواعد بالترتيب التالي:
- بناءً على نتائج المواجهات المباشرة؛
- بناءً على عدد النقاط المكتسبة في المباريات؛
- بناءً على فارق الأهداف المسجلة والمستقبلة في المباريات؛
- بناءً على فارق الأهداف المسجلة والمستقبلة في جميع المباريات؛
- بناءً على عدد الأهداف المسجلة في جميع المباريات؛
- بناءً على عدد الأهداف المسجلة في ملعب الخصم في جميع المباريات؛
- بناءً على عدد الانتصارات المُحققة في جميع المباريات؛
- بناءً على معكوس عدد الهزائم في جميع المباريات؛
- بناءً على عدد الانتصارات خارج الأرض في جميع المباريات؛
- بناءً على معكوس عدد الهزائم على أرضه في جميع المباريات.

جميع الأندية المشاركة في دوري المحترفين تضم أيضًا فريقًا تحت 19 سنة ضمن هيكلها. وتشارك هذه الفرق في بطولة أوزبكستان لفئة تحت 19 عامًا إلى جانب فرق U-19 لأندية دوري السوبر.
في عام 2018، شارك في دوري المحترفين الأوزبكي 16 فريقًا بنظام الدوري المزدوج (30 جولة)، ذهابًا وإيابًا. يحصل الفائز بدوري المحترفين الأوزبكي على تصريح للمشاركة في دوري السوبر الأوزبكي، بينما يحصل النادي الذي يحتل المركز الثاني في دوري المحترفين على مكان في مباريات الملحق، والتي تتكون من مباراتين (ذهابًا وإيابًا)، حيث سيكون خصمه هو نادي من دوري السوبر احتل المركز قبل الأخير، وهو المركز الحادي عشر. الفائز في مباريات الملحق يحصل على فرصة للعب في دوري السوبر الأوزبكي، أما الفريق الخاسر فسيبدأ الموسم الجديد في دوري المحترفين الأوزبكي. أما الأندية التي تنهي الدوري في المركز الأخير، فستبدأ الموسم في دوري أوزبكستان برو-ب — وهو المستوى الثالث من حيث الأهمية في كرة القدم في البلاد.

### مباريات الملحق
في نهاية موسم الدوري، ستلعب الفرق التي احتلت المركزين الثالث والرابع مباريات ملحق من أجل مكان في دوري السوبر الأوزبكي ضد الفرق التي احتلت المركزين الثاني عشر والثالث عشر في دوري السوبر الأوزبكي 2024.

## روابط خارجية
- الدوري الأوزبكي للمحترفين على تيليجرام
- الدوري الأوزبكي للمحترفين على تيليجرام
- الدوري الأوزبكي للمحترفين على إنستغرام
- الدوري الأوزبكي للمحترفين  على فيسبوك.
- pfl_uz على تويتر.
- الدوري الأوزبكي للمحترفين على يوتيوب
- الدوري الأوزبكي للمحترفين على TikTok